# La Codolosa (Susqueda)
La Codolosa és una masia de Susqueda (Selva) inclosa a l'Inventari del Patrimoni Arquitectònic de Catalunya.

## Descripció
La Codolosa es tracta d'un mas de planta rectangular que consta de tres pisos més golfes i que està cobert amb una teulada a dues aigües de vessants a laterals.
El mas està estructurat internament en tres crugies. La planta baixa destaca el portal d'accés rectangular equipat amb llinda monolítica i muntants de pedra ben treballats i escairats.
En el primer pis trobem quatre obertures, mentre que en el segon tres. Unes obertures que comparteixen els mateixos trets tant compositius i formals com funcionals. Així les set estan equipades amb llinda monolítica i muntants de pedra i són projectades respectivament com a finestres independents. Difereixen únicament en dos aspectes, i és que les del primer pis són quadrangulars i estan complementades amb la disposició d'un ampit rudimentari i matusser, mentre que les del segon pis són rectangulars i no hi inclouen ampit.
El pis superior actua com a golfes i s'ha projectat en la façana en format de petita obertura quadrangular amb llinda i muntants.
Tanca la façana un ràfec corregut que es prolonga per tot el perímetre físic de la masia, ja que és present en les quatre façanes de la construcció. Es tracta d'un ràfec prominent de fusta constituït a base de llates i tapajuntes.
Contemplant fotografies antigues, com ara la de la fitxa del Servei de Patrimoni elaborada per C. Torrents en l'any 1983, s'observa que la masia ha experimentat des de llavors uns canvis dràstics en la seva fesomia. En primer lloc, s'han restaurat i rehabilitat els espais exteriors, ja que com molt bé s'observa en la fotografia antiga la masia exigia que es practiquessin en ella les típiques obres de manteniment per tal d'assegurar la seva integritat física. En el context d'aquestes obres de restauració paral·lelament es va procedir a l'ampliació física de la masia pròpiament. Així es va augmentar considerablament l'alçada total de la masia amb la construcció d'un nou pis, i es va substituir la coberta degrada per una de nova de trinca, que és la que podem contemplar avui en dia.
Tanmateix és important recalcar que aquestes no són les úniques ni les primeres obres d'ampliació que es practiquen en la masia, ja que en antigor la masia primigènia va experimentar un augment considerable del seu espai físic com així ho acredita la cicatriu o empremta d'aquestes tasques d'ampliació que travessa verticalment el terç dret de la façana, arrencant des d'abaix i prolongant-se fins a la finestra lateral del segon pis.
Aquestes tasques d'ampliació, que s'han practicat amb el pas successiu del temps, han provocat que la masia tingui avui en dia una fesomia peculiar i heterogènia, ja que com es pot observar a simple vista si ens ubiquem en una de les façanes laterals, es produeix un desequilibri evident entre l'alçada i l'amplada, ja que la masia és molt alta i per contra la seva espesor i amplada és molt petita amb relació a la gran alçada que acumula.
Pel que fa a la resolució dels espais exteriors, s'observa un tractament uniforme i coherent en les quatre façanes a base de pedres fragmentades i blocs rústics de pedra manipulats a cops de martell i sense desbastar i treballar i tot lligat amb morter de calç. Cal afegir que les quatre façanes no han rebut cap mena de revestiment o d'arrebossat i, per tant, les trobem completament despullades.
El mas de la Codolosa està emplaçat en un terreny molt irregular, com és un pendent bastant accentuat amb un desnivell bastant acumulat, cosa que provoca que la façana principal disposi de tres pisos més golfes mentre que la posterior tan sols disposa de dos pisos.
Parcialment adossades a la masia, trobem una sèrie de construccions adreçades antigament a dependències de treball, relacionades amb les tasques del camp o la cria de bestiar.
L'estat de conservació de la masia és molt bo i, per tant, no hi ha motius que hagin de fer patir per la seva integritat física.

## Història
El Far pertany a Collsacabra, encara que les modernes divisions administratives l'incloguin en la província de Girona i en la comarca de la Selva. Històricament, el Far és terra osonenca, propietat inicial dels vescomtes d'Osona i lligada durant segles a la jurisdicció de la baronia, després marquesat, de Rupit.